# چکا
چِکا یا کمیسیون بایستار (به روسی: чрезвыча́йная коми́ссия) سرنام کمیسیون فوق‌العاده مبارزه با ضدانقلاب، خرابکاری و احتکار به وسیله مقامات، نخستین سازمان امنیتی روسیه بود که در ۵ دسامبر ۱۹۱۷ به دستور ولادیمیر لنین، بنیان‌گذار حکومت بلشویک، تأسیس شد. فلیکس ژرژینسکی، سیاست‌مدار اهل لهستان، اولین رئیس این سازمان بود. این سازمان شامل یک اداره اسرار سیاسی برای مراقبت از مردم و اداره ویژه‌ای برای کنترل ارتش بود. سازمان مزبور بر حمل و نقل و ارتباطات نیز نظارت داشت. سیستم اردوگاه‌های کار اجباری در زمان چکا تشکیل شد.  

## وظایف
کار اصلی این سازمان در داخل کشور شناسایی، دستگیری، شکنجه و کشتن مخالفان و منتقدان نظام بود. 
این سازمان در خارج از کشور نیز به جاسوسی و استخدام مزدور و فعالیت علیه مخالفان تبعیدی می‌پرداخت. وظایف عوامل چکا در خارج از روسیه و سپس شوروی، به ۴ دسته تقسیم شده‌ بود: 
- جمعی در پوشش مخالفان حکومت کمونیستی روسیه در واقع به توجیه حکومت کمونیستی مشغول بودند.
- جمعی دیگر مخالفان حکومت کمونیستی را شناسایی می‌کردند.
- جمعی در دستگاه‌های نظامی و سیاسی کشوری که در آن مقیم بودند برای حکومت کمونیستی جاسوسی می‌کردند.
- جمعی نیز مخالفان سرشناس و تبعیدی حکومت کمونیستی را در خارج ترور می‌کردند.

## چکا وترور سرخ
این سازمان به سرعت تبدیل به قدرتمندترین دستگاه دولتی شد. این سازمان چندین هزار مدیر، معاون، بازجو، کارمند و مأمور داشت اما به غیر از شخص فلیکس ژرژینسکی شخص دیگری برای مردم روسیه و سپس شوروی شناخته شده‌ نبود. نه تنها مردم بلکه حتی مقامات حکومت کمونیستی نیز از شنیدن نام این سازمان بر خود می‌لرزیدند. زیرا که ژرژینسکی، عناصر سازمان را از میان افراد عقده ای و بی رحم انتخاب می کرد. او حتی در هر یک از مراکز سازمان چکا، محوطه ای را برای اعدام متهمان در نظر گرفته بود که هر شب افرادی در آنجا به جوخه اعدام سپرده شوند و همان هنگام، کامیون های قراضه و پرسروصدا «که توسط همین سازمان اجیر شده بودند» بیایند و بروند و سروصدا کنند تا که این صداها با صدای رگبار مسلسل درهم آمیزد و کسی متوجه اعدام های دسته جمعی پی در پی نشود.
در سپتامبر سال ۱۹۱۸ چکا پس از اعلان فرمان ترور سرخ  «یک سال پس از تأسیس» اختیار یافت که مظنونان را به میل خود و بدون مراجعه به دادگاه اعدام یا زندانی کند. اقدامات مخفیانه و خشونت‌آمیز چکا اثرات روانی بسیار بدی بر مردم داشت. «چکا» کم‌کم از صورت یک سازمان پلیسی به صورت یک تشکیلات نظامی درآمد و گاردهای ضربت این سازمان علاوه بر شرکت در عملیات پلیسی و سرکوبی تظاهرات و اعتراضات و اعتصابات در موارد لزوم در عملیات نظامی هم شرکت می‌کرد.

## انحلال
در ۶ فوریه ۱۹۲۲، تنها ده ماه پیش از تأسیس اتحاد شوروی، سازمان چِکا منحل شد و جای خود را به سازمان امنیتی «گ.پ. یو - G.P.U» داد که به معنای «اداره سیاسی دولت» است. اداره سیاسی دولت از ادارات کمیساریای خلق در امور داخلی روسیه بود با وظایف اطلاعاتی و امنیتی.پس از تأسیس اتحاد جماهیر شوروی که نظام سیاسی روسیه برای آن هم در نظر گرفته شد.در سال 1924 همزمان با تشکیل اتحاد جماهیر شوروی سوسیالیستی تبدیل به «او.گ.پ. یو - O.G.P.U» که به معنای «اداره مشترک سیاسی دولت متحد» گردید که زیر نظر کمیساریای امور داخله خلق اتحاد شوروی قرار داشت و هیأت رئیسه آن به عنوان کارمند کمیته مرکزی حزب کمونیست (بلشویک) اتحاد جماهیر شوروی سوسیالیستی به شمار می رفتند.